# تشهلتون (بهمئي غرمسيري الشمالي)
تشهلتون (بالفارسية: چهتون) هي قرية تقع في إيران في قسم بهمئي غرمسیري الشمالي الريفي. يقدر عدد سكانها بـ 198 نسمة .